# Asakaze (destroyer, 1923)
Pour les autres navires du même nom, voir Asakaze.
L'Asakaze (朝風) est un destroyer de la classe Kamikaze construit pour la Marine impériale japonaise pendant les années 1920.

## Historique
Au moment de l'attaque de Pearl Harbor le 7 décembre 1941, l'Asakaze fait partie de la 5e division du 5e escadron de destroyers (3e flotte), déployé depuis le district de garde de Mako, dans les Pescadores, dans le cadre de l'opération M (invasion des Philippines), au cours duquel il assiste les débarquements des forces japonaises dans la zone du golfe de Lingayen.
Au début de 1942, l'Asakaze est affecté à l'escorte des convois de troupes à Singora, en Malaisie, ainsi qu'en Indochine française. Affectée à l'opération J (invasion de Java dans les Indes orientales néerlandaises), le destroyer participe à la bataille du détroit de la Sonde le 1er mars. Au cours de cette bataille, il lança des torpilles sur le croiseur léger HMAS Perth et le croiseur lourd USS Houston.
Le 10 mars, l'Asakaze et sa division sont réaffectés à la Flotte de la région sud-ouest (Southwest Area Fleet), escortant des convois de troupes de Singapour à Penang et Rangoon, et couvrant des débarquements de troupes japonais dans les îles Nicobar dans le cadre de l'opération D le 11 juin. De la fin de juillet 1942 à février 1943, l'Asakaze patrouille dans une zone entre Ambon et le Timor dans les Indes néerlandaises. À la fin de février, il est basé à Saigon et affecté à des tâches d'escorte de convois entre Takao et Moji-ku. Réaménagé à l'arsenal naval de Sasebo à la fin de mai, le navire reprend ses fonctions d'escorte de convois vers Saipan et Manille jusqu'en août 1944.
Le 24 août, l'Asakaze appareille de Takao pour Manille en tant qu'escorte d'un convoi lorsqu'il est torpillé par le sous-marin USS Haddo. Il est remorqué par l'un des navires du convoi — le pétrolier Nijō Maru — mais finit par sombrer à 32 km (19,883878144 mi) au sud-ouest du cap de Bolinao, à Luçon (Philippines), à la position géographique 16° 06′ N, 119° 44′ E.
L'Asakaze est rayé des listes de la marine le 10 octobre 1944.